# DRG 877
Дизельный моторвагонный поезд DRG 877 (DRG: серия VT 877 a/b, DB: серия VT 04.0) — это скоростной дизель-поезд дальнего следования c электрической передачей (нем. Schnellverbrennungstriebzug, SVT), построенный для Deutsche Reichsbahn Gesellschaft (DRG). Первый вступивший в строй в 1933 году опытный образец серии дизель-поездов для создания сети линий дальнего следования, обслуживаемых скоростным моторвагонным подвижным составом (FDt-Netz, где FD обозначает Fern-Durchgangszug, «поезд дальнего следования»), а t — Triebzug, «моторвагонный подвижной состав») по заказу имперской железной дороги Германии.

## История создания
В начале 1930-х годов директор DRG Юлиус Дорпмюллер (Julius Dorpmüller) предложил бизнесменам в качестве альтернативы самолёту скоростной поезд. Для проверки предположения, что новая услуга будет востребована, DRG организовала скоростную линию сообщения между Берлином и Гамбургом, обслуживавшуюся дизель-электрическим подвижным составом. С этой целью DRG закупила в 1932 году двухвагонный состав VT 877 a/b, который впоследствии стал известен как «Летучий гамбуржец» (Fliegender Hamburger). Поезд имел дизель-электрическую передачу. После нескольких испытательных поездок официальное обслуживание поездом маршрута началось 15 мая 1933 года. Это стало началом развития сети скоростных железных дорог, которые соединили самые важные города Германии.